# Codakia orbiculata
Codakia orbiculata är en musselart som först beskrevs av Montagu 1808.  Codakia orbiculata ingår i släktet Codakia och familjen Lucinidae.

## Underarter
Arten delas in i följande underarter:
- C. o. filiata
- C. o. orbiculata